# Bolesławiec (stacja kolejowa)
Bolesławiec (niem. Bunzlau) – stacja kolejowa w Bolesławcu, w województwie dolnośląskim w Polsce, na linii kolejowej nr 282 Miłkowice – Żary.

Według stanu na 14 października 2014 r., dworzec Bolesławiec posiadał kategorię B (roczna odprawa podróżnych w przedziale 1–2 mln).

## Ruch pasażerski
| Rok  | Wymiana roczna | Wymiana pasażerska na dobę | miejsce w Polsce |
| ---- | -------------- | -------------------------- | ---------------- |
| 2017 | 984 000        | 2 700                      | 91               |
| 2018 | 803 000        | 2 200                      |                  |
| 2019 | 876 000        | 2 400                      |                  |
| 2020 | 476 000        | 1 300                      |                  |
| 2021 | 621 000        | 1 700                      |                  |
| 2022 |                | 2 400                      |                  |

## Położenie
Stacja położona jest w centrum Bolesławca przy ulicy Bolesława Chrobrego, 470 metrów od bolesławieckiego rynku.

## Historia
Powstanie stacji w Bolesławcu wynikło z przeprowadzenia przez miasto magistrali kolejowej Wrocław – Berlin, czego dokonało Towarzystwo Kolei Dolnośląsko–Marchijskiej w latach 1844–1847.
Uruchomienie odcinka linii kolejowej z Legnicy do Bolesławca nastąpiło 1 października 1845 roku. Niemal rok później, 1 września 1846 r., wydłużono linię do Węglińca (przez potężny wiadukt nad rzeką Bóbr) i dalej do Frankfurtu nad Odrą. Połączenie z Berlinem uzyskano 1 września 1847 r.. Tego samego dnia otwarto linię z Węglińca do Zgorzelca, co umożliwiło również połączenie Wrocławia i Bolesławca z Saksonią, w tym jej stolicą: Dreznem.
Bolesławiecki dworzec i pobliski wiadukt kolejowy oglądali, między innymi, Fryderyk Wilhelm IV Pruski (wizyta ta miała miejsce 8 maja 1852 r. podczas krótkiej przerwy w podróży) oraz car Aleksander II Romanow, który gościł w mieście 29 maja 1856 r.
Towarzystwo Kolei Dolnośląsko–Marchijskiej zostało upaństwowione przez Prusy w roku 1852 i stało się jedną z pierwszych pruskich kolei państwowych. Po zjednoczeniu Niemiec w 1920 r. państwową infrastrukturę kolejową przejęło Deutsche Reichsbahn. W wyniku zmian geopolitycznych po II wojnie światowej, Bolesławiec w 1945 r. znalazł się w granicach Polski, a zarząd nad tutejszą koleją przejęły Polskie Koleje Państwowe.
Dworzec główny w Bolesławcu powstał wraz z budową linii w 1845 roku i był dwukrotnie rozbudowywany. W roku 1857 w osi dworca wzniesiono budynek poczty (zniszczony w roku 1945), a w 1926 dobudowano obszerny hall z poczekalnią.
W latach 1906–1976 istniała kolej dojazdowa z Bolesławca do Nowej Wsi Grodziskiej. Siedem lat po otwarciu kolejki w kierunku Nowej Wsi Grodziskiej, w 1913 roku uruchomiona została podobna kolej lokalna do Modły. Obie prywatne spółki zarządzające kolejkami połączyły się w 1921 roku w jedną, pod nazwą „Kolejka Bolesławiecka” (Bunzlauer Kleinbahn AG). Mimo że linia do Modły brała początek na stacji w Bolesławcu, kolejka, jak wszystkie prywatne koleje w Prusach i późniejszych Niemczech, musiała jednak korzystać z odrębnego, małego dworca. Tutaj był to Bolesławiec Wschód. W latach 2004–2008 nieczynna w ruchu pasażerskim od lat 60. linia do Modły została rozebrana. Pozostawiono jedynie krótki odcinek, który przekształcono w bocznicę szlakową ze stacji Bolesławiec do Zakładów Chemicznych Wizów.
Wysoki standard techniczny i dobry stan zachowania dawnej magistrali berlińskiej umożliwiły jej eksploatację bez większych zmian do lat 80. XX w. Po roku 1980 na linii przeprowadzono częściową wymianę podkładów drewnianych na strunobetonowe. 23 grudnia 1985 r. na odcinku Legnica – Węgliniec uruchomiono sieć trakcyjną, co umożliwiło kursowanie przez Bolesławiec elektrowozów i elektrycznych zespołów trakcyjnych. Podczas prac nad elektryfikacją, wymieniono dotychczasową sygnalizację kształtową na semafory świetlne. W 1986 r. na odcinku Chojnów – Bolesławiec – Węgliniec lekkie szyny typu S49 zastąpiono mocniejszymi, typu S60.
W ramach modernizacji europejskiego korytarza E30, którego częścią na odcinku Legnica-Węgliniec jest linia kolejowa nr 282, w latach 2005–2007 stacja przeszła gruntowną przebudowę. Oprócz wymiany układu torowego, sieci trakcyjnej itp., zbudowano w miejscu dotychczasowych dwa nowe perony i połączono je przejściem podziemnym. W grudniu 2007 roku na peronie 1 uruchomiono Lokalne centrum sterowania, z którego odbywa się zdalne sterowanie ruchem pociągu w Bolesławcu oraz na stacjach: Miłkowice, Chojnów, Okmiany i Zebrzydowa. W maju 2008 r. zakończył się remont dworca, gdzie m.in. wyremontowano hol, wyczyszczono posadzki, wymieniono pokrycie dachu i odnowiono elewację.
23 marca 2020 PKP podpisały z firmą Lindner Polska umowę na kompleksowy remont dworca i jego otoczenia.

## Linie kolejowe
Stacja leży na linii kolejowej nr 282 Miłkowice – Żary. Na odcinku Miłkowice – Węgliniec, jest to linia: magistralna, dwutorowa, zelektryfikowana, normalnotorowa, znaczenia państwowego, objęta umowami AGC oraz AGTC.

## Infrastruktura

### Budynek dworca
Gmach dworca kolejowego w Bolesławcu wzniesiono w 1845 r., równolegle z uruchomieniem linii kolejowej. Jest to konstrukcja murowana, otynkowana, dwukondygnacyjna z dodatkowym poddaszem w części centralnej i parterową na skrzydłach. Wnętrze poczekalni wyłożono ceramiką (zielonymi kafelkami) i ozdobiono charakterystycznymi kolumnami, natomiast podłogę hallu wyłożono kamiennymi płytkami.
W budynku dworca znajdują się, oprócz poczekalni, toalety, minibar i kasa biletowa Kolei Dolnośląskich.

### Perony
Na stacji Bolesławiec znajdują się dwa wysokie, jednokrawędziowe perony o wysokości 0,55 m ponad główkę szyny i długości użytkowej 400 m. Perony są zlokalizowane pomiędzy 35,800 a 36,200 km linii kolejowej nr 282. Nawierzchnia peronów jest utwardzona szarą kostką Bauma, natomiast krawędzie wykonane są z czerwonych płyt betonowych. Dojście na peron 1 jest możliwe od strony miasta, bądź z budynku dworcowego. Na peronach są ustawione ławki i wiaty przystankowe. Perony są wyposażone w oświetlenie, zegary oraz urządzenia megafonowe.

### Lokalne Centrum Sterowania

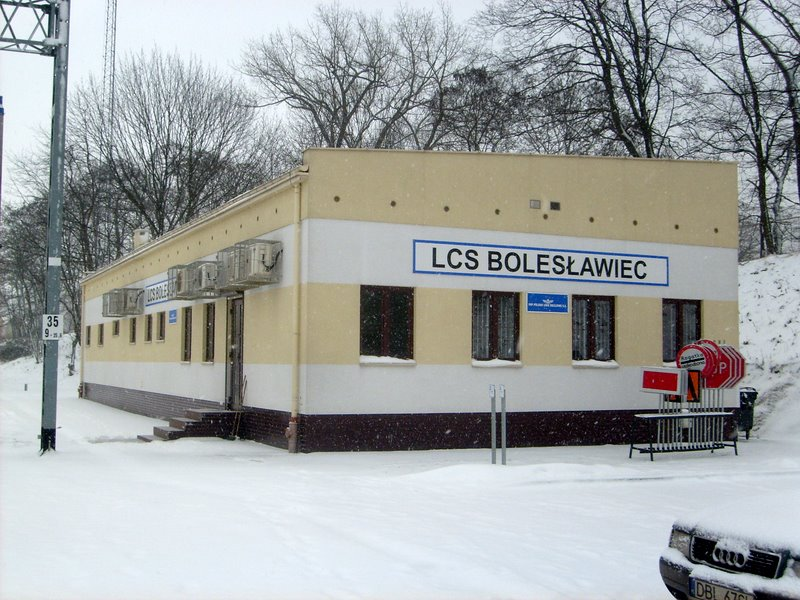
Lokalne Centrum Sterowania w Bolesławcu

W grudniu 2007 r. na stacji uruchomiono Lokalne Centrum Sterowania. Z obiektu odbywa się na odległość kontrola ruchu kolejowego na odcinku od Legnicy do Węglińca (bez stacji krańcowych), w tym zdalne sterowanie pracą pięciu stacji: Miłkowice, Chojnów, Okmiany, Bolesławiec i Zebrzydowa. Budowa centrum pozwoliła na zamknięcie 12 nastawni na całym odcinku. Inwestycja kosztowała 30 mln złotych.

## Ruch pociągów

### Pociągi pasażerskie
Wszystkie pociągi osobowe na odcinku Wrocław – Bolesławiec – Węgliniec obsługują Koleje Dolnośląskie.
Na stacji zatrzymują się również pociąg PKP intercity IC 6126 Łużyce, który obsługuje trasę Zgorzelec – Warszawa Wschodnia oraz IC 1627 Łużyce Warszawa Wschodnia – Zgorzelec.
25 kwietnia 2025 roku przez stację przejechał pociąg specjalny KWISA zoorganizowany przez Turystykę Kolejową TurKol.pl relacji Żary-Węgliniec-Bolesławiec

### Pociągi towarowe
Ze stacji Bolesławiec prowadzi bocznica szlakowa do Zakładów Chemicznych Wizów.

## Komunikacja z dworcem
Przy dworcu kolejowym w Bolesławcu znajdują się przystanki komunikacji miejskiej, postój taksówek oraz parking
| Bolesławiec                               |  |                                 |
| Linia 282 Miłkowice – Jasień (36,048 km)  |  |                                 |
| Tomaszów Bolesławieckiodległość: 8,318 km |  | Zebrzydowa odległość: 13,025 km |